# Ramal Coihue-Mulchén
El Ramal Coihue-Mulchén, o también conocido como Ramal Coihue-Negrete-Mulchén, es un antiguo ramal de ferrocarriles de carga y pasajeros ubicado en la provincia de Bio-Bío, uniendo los poblados de Coihue, Negrete y Mulchén. Contaba con 42,5 km de vías de trocha ancha y constó de 5 estaciones. Iniciaba en la estación Coihue, finalizando en la estación Mulchén.
La construcción del ramal se propone en 1887, estando en funcionamiento hasta inicios de la década de 1980, entrando en desuso y siendo finalmente levantada completamente después de 2005.

## Historia
El gobierno del presidente José Manuel Balmaceda se destacó por generar nueva infraestructura a nivel país; y entre ellos vías férreas y caminos. Durante el mensaje presidencial de 1887, el presidente Balmaceda anuncia la construcción de 6 vías férreas en el país; una de ellas fue el anuncio de la construcción del tren que une Coihüe a Mulchén. Durante esa época, la provincia de Bio-Bío era una gran zona agrícola y ganadera, la creación de las vías facilitó la activación económica de la región así como mejoras en la calidad de vida de los habitantes.
Los estudios de construcción se iniciaron cerca de 1882; de tres propuestas de construcción, la ganadora fue la de Newton B. Lord como vicepresidente de la North and South America Construction Company. El contrato de construcción de la vía fue firmado el 1 de octubre de 1888. El inicio de las obras ocurrió el mismo año. El primer tramo, entre Coihue y Lapito, fue entregado el 1 de enero de 1893, mientras que el tren llegó a Mulchén el 27 de abril de 1895, siendo inaugurado oficialmente el 1 de mayo de 1896. El costo presupuestado final de la vía fue de 2 009 252 pesos o 125 000 libras esterlinas de la época. 
A finales de la década de 1980, las vías de 42,8 km de longitud entran en desuso. Durante el año 1998, ICAFAL dio mantención a vías de la región del Bio-Bío, entre estas al ramal; el costo total fue de 1 676 700 pesos chilenos de la época.
Debido a su estado de desuso durante al menos 14 años, de sus 42,8 km de vías solo quedan 10 km visibles; es por esto que por recomendación y petición de EFE, el 13 de diciembre de 2004 se dicta el decreto 117 del Ministerio de Transportes y Telecomunicaciones, el cual autoriza a EFE a retirar los restos del ramal.

## Características
La trocha es de vía ancha (1680 mm) y 42,5 km de longitud. 
El ramal posee 5 estaciones de trenes: la estación Coihue (o Coigüe), la estación de inicio del ramal (km 0) a 66 de altitud; la siguiente era la Estación Negrete, a 7 km y 72 metros de altitud; luego la estación Rapelco, a 15 km de distancia del punto de inicio y con una altitud de 67 m s. n. m. . Estación Lapito, a 27 km del punto de inicio y con 98 m de altitud, está a proximidades del poblado de Licura. La estación Mulchén era el punto final del ramal, a 42,5 km del punto de origen y 128 m de altitud, esta contaba con silos y una tornamesa para las máquinas.
Al año 1995, existían 5 cruces ferroviarios públicos reconocidos, entre ellos el cruce "Estación Coigüe Norte" (6,6 km del origen), cruce Negrete (7,6 km) cruce Rapelco (15,45 km) cruce Mulchén Poniente (40,87 km) y Mulchén Oriente (41,5 km). Actualmente, solo se reconocen el primer y el último cruce.
Para sortear la geografía de la zona se construyeron 4 puentes: el puente Rapelco (15 km del punto de origen y 57 m de largo) que se halla sobre la desembocadura del Estero Rapelco, el puente Malvén (18 km, 54 m) sobre el estero Malvén, el puente Chumulco (20 km, 36 m) sobre el estero Chumulco y el puente Calbuco (24 km, 18 m) sobre el estero Calbuco. Todos los esteros mencionados desembocan en el río Bureo.